# Нельсон-и-Дугган, Хуан Диего
Хуан Диего Нельсон-и-Дугган (исп. Juan Diego «Jack» Nelson y Duggan; 26 мая 1891 года, Буэнос-Айрес, Аргентина — 7 августа 1985 года, там же), известен также под прозвищем Джек Нельсон) — аргентинский игрок в поло. На олимпиаде 1924 года в Париже завоевал золотую медаль в составе аргентинской команды по поло. Участвовал во всех четырёх матчах — против сборных США, Испании, Великобритании и Франции, забил всего 8 голов. Эта золотая медаль была единственной золотой медалью сборной Аргентины на этих Олимпийских играх.